# Conquista de Irlanda por Cromwell
La conquista de Irlanda se llevó a cabo entre 1649 y 1653 por las fuerzas del parlamento inglés, dirigido por Oliver Cromwell y su New Model Army durante las guerras de los Tres Reinos.
Desde la rebelión de 1641, la isla de Irlanda había estado principalmente bajo el control de una coalición conocida como los «Irlandeses Católicos Confederados», quienes en 1649 firmaron una alianza con el «partido político de los Ingleses Realistas», el bando que apoyaba al rey Carlos I y que habían sido derrotados en la guerra civil inglesa. Finalmente, las fuerzas de Cromwell vencieron a la «Coalición irlandesa» y a los «Carlistas», terminando por ocupar el país, llevando así a su fin a las guerras confederadas en Irlanda.
La conquista fue extremadamente brutal. Se ha alegado que muchas de las acciones militares que se llevaron a cabo en ella, serían hoy en día calificadas como crímenes de guerra o incluso genocidio. El comandante inglés aprobó una serie de duras leyes penales en contra de la Iglesia católica y confiscó casi todo el territorio irlandés. En Irlanda continúa siendo una figura todavía odiada.
Recientemente un columnista de un periódico local ha debatido que muchas de las acciones que llevó a cabo estaban dentro de las normas de guerra permitidas por entonces, o que fueron exageradas o distorsionadas por posteriores propagandistas. Sin embargo, su libro ha sido criticado desde los círculos académicos y la mayoría de los historiadores discrepan. Se estima que la larga campaña parlamentaria que Cromwell encabezó resultó en la muerte o el exilio de aproximadamente entre el 15 y el 20 % de la población irlandesa.

## Preludio
El Parlamento inglés, victorioso en la guerra civil inglesa, tenía varias razones para enviar un ejército a conquistar Irlanda:
- La primera razón y de mayor presión era la alianza que firmaron los confederados y Carlos II (el hijo exiliado del ejecutado Carlos I), hecho que permitió que se enviasen las Tropas Reales y que se sumiesen las tropas Confederadas al mando de los Oficiales Reales, dirigidos por James Butler. El objetivo consistía en invadir Inglaterra y restaurar la monarquía. La Mancomunidad inglesa no podía permitirse ignorar esta treta. En segundo lugar, incluso si los Confederados no se hubiesen aliado entre ellos con los Reales, es probable que el Parlamento inglés hubiese intentado reconquistar Irlanda de todos modos. En 1647, con milicias formadas de las guerras de los Tres Reinos, enviaron un ejército a la isla (la mayoría bajo el mando de Michael Jones). Estos últimos veían el país como parte del territorio gobernado con derecho por el Reino de Inglaterra y solo fuera de control temporalmente desde la rebelión de 1641.
- Además, muchos parlamentarios deseaban castigar a los nativos por las masacres de colonos ingleses que se habían llevado a cabo en septiembre de 1641.
- En tercer lugar, en 1642 el parlamento aumentó los impuestos en 10 millones de libras, bajo el Acta de los Aventureros, para luchar en la guerra civil, sobre la base de que reembolsarían a sus acreedores con tierras conquistadas a los rebeldes. Para efectuar el reembolso era necesario que la isla de Irlanda fuese conquistada y sus tierras confiscadas.

## La batalla de Rathmines y el desembarco
En 1649, a finales del periodo conocido como Irlanda confederada, el único puesto fronterizo «Parlamentario» que quedaba en la isla estaba en Dublín, bajo el mando del coronel Michael Jones. Una fuerza militar combinada por soldados «Realistas» junto a soldados «Confederados», bajo el mando de James Butler, se asentó en Rathmines, al sur de Dublín, a modo de tomar la ciudad y privar a los «Parlamentarios» de un puerto en el que pudiesen desembarcar. Sin embargo, el 2 de agosto el coronel Jones ejecutó un ataque sorpresa a los «Realistas» mientras ellos se desplegaban, consiguiendo que se retirasen a la fuga. En la posterior derrota murieron alrededor de 3000 soldados «Realistas» y «Confederados». Oliver Cromwell denominó a la batalla como «un regalo sorprendente, tan grande y oportuno que nos deja como los que sueñan», ya que significaba que tenía un puerto seguro en el cual desembarcar, y al mismo tiempo conservaba la capital. Con el bloqueo que infligía el almirante Robert Blake a la «Flota Realista» restante (al mando del príncipe Ruperto del Rin en Kinsale), Cromwell consiguió desembarcar el 15 de agosto con 35 buques llenos de tropas y maquinaria de asedio. Henry Ireton, uno de los generales de Cromwell, desembarcó dos días después con setenta y siete nuevos buques.
Las tropas de Ormonde se retiraron desordenadamente, y completamente desmoralizadas por la inesperada derrota sufrida en Rathmines, por lo que a corto plazo no fueron capaces de volver a luchar otra batalla más. Como resultado, Ormonde esperaba poder aguantar en las ciudades amuralladas de la costa, para así permitir contener el avance de Cromwell hasta el invierno, con la esperanza de que las filas del coronel se agotasen pasando hambre y sufriendo enfermedades.

## Asedio de Drogheda

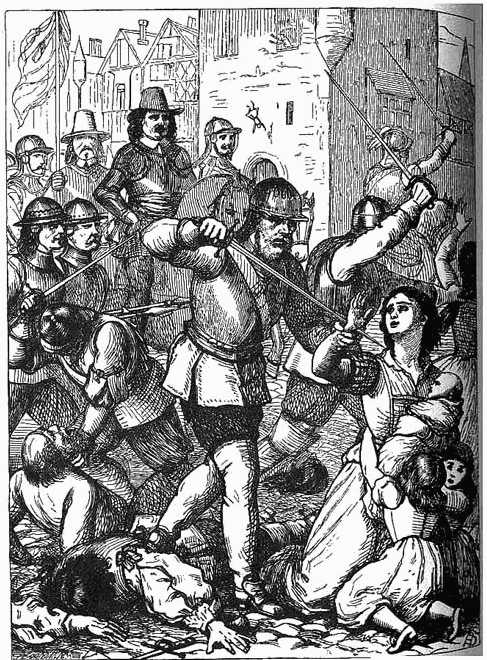
Masacre de Drogheda - litografía.

Al desembarcar, el comandante procedió con la toma de los puertos de otras ciudades de la costa a efectos de asegurarse un eficiente aprovisionamiento de refuerzos y logística desde Inglaterra. La primera ciudad en caer fue Drogheda, en donde se había acuartelado un regimiento formado por 3000 soldados Reales y Confederados, comandados por Arthur Aston. Cuando los hombres de Cromwell tomaron por asalto la ciudad, la mayoría de la guarnición y de los sacerdotes católicos fueron masacrados por orden suya. En la contienda también murieron algunos civiles y el mismo Aston que fue apaleado con su propia 'Pierna de madera' por los Roundheads (‘cabezas redondas’) hasta que murió. La matanza del acuartelamiento de Drogheda causó horror e incluso hoy día se recuerda como ejemplo de la extrema crueldad de Cromwell. Sin embargo recientemente se ha debatido (por ejemplo por Tom Reilly en Cromwell, un enemigo honorable, Dingle 1999) que lo que ocurrió en Drogheda no fue inusualmente severo según los estándares de los asedios de guerra del siglo XVII. Una vez hubo tomado Drogheda, Cromwell envió 5000 hombres al norte del país bajo el mando de Robert Venables para tomar el Úlster de los restos de un ejército Convenanter que había desembarcado ahí en 1642. A los Parlamentarios se les unió un ejército de colonos británicos que estaban asentados alrededor de Derry, comandados por Carlos Coote.

## Wexford, Waterford y Duncannon

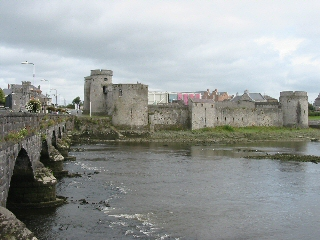
Castillo del Rey John en Limerick

El New Model Army marchó hacia el sur para asegurar los puertos de Wexford, Waterford y Duncannon. Wexford se convirtió en el escenario de otra infame atrocidad cuando las tropas «Parlamentarias» entraron en la ciudad mientras se estaban llevando a cabo las negociaciones para su rendimiento. Los hombres de  Cromwell sin previa orden arremetieron contra los sitiados saqueando y matando a todo el que encontraban a su paso, para finalmente, prender fuego a la mayoría de las casas del pueblo. Asesinaron a alrededor de 2000 soldados y 1500 ciudadanos. Existe cierta polémica respecto a la responsabilidad que tuvo el comandante en el saqueo. Cromwell no ordenó el ataque, en ese momento estaba en plena discusión de rendición, cuando de repente, sus tropas se lanzaron a la carga. Por otro lado, los que lo critican, apuntan que se esforzó bien poco en retener a sus soldados y, que luego no los sancionó por su conducta. El saqueo fue de algún modo contraproducente para los «Parlamentarios». La destrucción de la fortaleza los dejó sin poder usar su puerto como base de aprovisionamiento de sus fuerzas. En segundo lugar, mezclaron la severidad de las medidas adoptadas en Drogheda y en Wexford, que en cierto modo pudieron ser efectivas para desalentar la futura resistencia irlandesa.
El comandante de los «Realistas», Ormonde, sabía que el «terror del ejército de Cromwell» había causado un efecto paralizante sobre sus tropas. Posteriormente, ciudades como New Ross, Carlow y Kilkenny se rindieron y se entregaron cuando las sitiaron. Por otro lado, las masacres de estas ciudades fueron probablemente la causa por la que la resistencia se prolongó en lugares en los que se habían convencido de que los iban a matar aunque se rindiesen. Ciudades como Waterford, Duncannon, Clonmel, Limerick y Galway se rindieron solo después de una fuerte resistencia. Cromwell fue incapaz de tomar Waterford o Duncannon y su ejército tuvo que retirarse a los cuarteles de invierno, donde muchos de sus hombres murieron de enfermedad, especialmente de fiebre tifoidea y disentería. Las ciudades portuarias de Waterford y Duncannon se rindieron finalmente luego de varios asedios prolongados durante 1650.

## Clonmel y la conquista de Munster

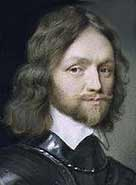
Henry Ireton, el capitán que recibió el mandato de las Fuerzas Parlamentarias por Cromwell en Irlanda.

En 1650 Cromwell traspasó el mando de las fuerzas parlamentarias a Henry Ireton, quien murió enfermo en el asedio de Limerick en 1651.
En la primavera siguiente, barrió las ciudades amuralladas restantes del sureste de la isla, en particular la Capital confederada de Kilkenny, la cual se rindió con condiciones. El New Model Army conoció un revés serio durante el asedio de Clonmel, donde sus ataques a las murallas de la ciudad fueron repelidos con gran coste, sin embargo, la ciudad se rindió al día siguiente. El comportamiento que Cromwell tuvo en Kilkenny y Clonmel, contrastó fuertemente con el de Drogheda y Wexford. A pesar del hecho de que sus tropas habían sufrido grandes bajas atacando las antiguas ciudades, respetó las condiciones de rendición, que incluían garantizar las vidas, y propiedades de los lugareños y la evacuación de las tropas armadas que las defendían.
El cambio de actitud por parte del comandante Parlamentario pudo estar influenciado al reconocer él mismo que su excesiva crueldad estaba prolongando la resistencia en el resto de las ciudades. Cabe mencionar que el coronel parlamentario Daniel Axtell fue juzgado por un tribunal de guerra formado por Ireton unos meses más tarde, como consecuencia de las atrocidades cometidas por sus soldados durante la batalla de la isla Meelick. Los Reales de Ormonde seguían manteniendo Munster, pero fueron flanqueados por un motín de su propia guarnición en Cork. Las tropas británicas que estaban ahí habían estado luchando por el Parlamento hasta 1648, hecho que hizo que se resintiesen y que no quisieran seguir luchando junto a los Confederados. Su motín dejó a la mayoría de Cork y Munster en manos de Cromwell, quién derrotó a la guarnición irlandesa en la batalla de Macroom, la cual junto a las fuerzas Reales se retiraron por detrás del río Shannon hacia Connaught.
En mayo de 1650, Carlos II repudió la alianza de su padre (Carlos I) con los irlandeses por tener preferencia en aliarse con los Covenanters (Véase Tratado de Breda (1650) Hecho que socavó completamente la posición de Ormonde como cabeza de la coalición Real en el país. Cromwell ofreció generosas condiciones de rendición a los Reales de la isla y muchos de ellos capitularon o se pasaron al bando Parlamentario, hecho que dejó en el campo de batalla solo a los irlandeses restantes, incluyendo sus obispos y clero. Estos últimos cuestionaban por qué debían aceptar el liderazgo de Ormonde, cuando su señor, el rey, había repudiado aliarse con ellos. Cromwell dejó Irlanda en mayo de 1650 para luchar en la tercera guerra civil inglesa, contra la nueva alianza formada por la unión de Escoceses y Realistas y traspasó su mando en la isla al capitán Henry Ireton.

## Scarrifholis y la destrucción del ejército del Úlster
La fuerza más formidable que resistió a la batalla, fue el ejército de Úlster (antiguamente comandado por Owen Roe O'Neill, quien murió en 1649). Sin embargo, en estos momentos se encontraba bajo el mando de un obispo católico inexperto llamado, Heber MacMahon.
En la batalla de Scarrifholis (Donegal, junio de 1650), las fuerzas armadas de Úlster se encontraron con un ejército Parlamentario compuesto principalmente de colonos británicos comandados por Charles Coote. Se envió al contingente de fuerzas del Úlster al frente y en el choque, murieron unos 4000 de sus hombres. Además, los Parlamentarios, también mataron a MacMahon y a la mayoría de los oficiales del Úlster y, a otros los capturaron y luego los ejecutaron.   
Hecho que eliminaba al último ejército campal oponente a los Parlamentarios y que ellos aprovecharon para asegurarse la zona Norte de la provincia de Úlster. El ejército de Coote era ahora libre para marchar al Sur e invadir la costa Oeste de Irlanda.

## Asedio a Limerick y Galway

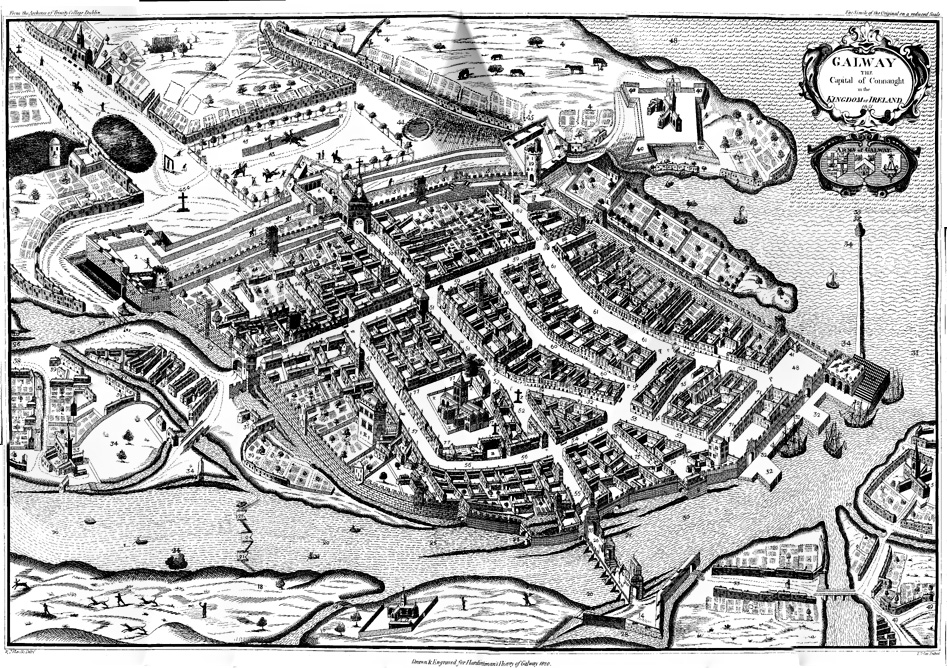
Vista de la bien fortificada ciudad de Galway (en 1651), fue la última fortaleza irlandesa que faltaba por caer en manos Parlamentarias, y se rindió en 1652

La reputación de Ormonde se vio desacreditada por el constante flujo de derrotas, lo que motivó que sus hombres dejasen de confiar en él, particularmente los Confederados. En diciembre de 1650, embarcó hacia Francia y lo reemplazó como comandante de la isla el noble irlandés Ulick Burke de Clanricarde. Las fuerzas irlandesas y Reales estaban acorraladas en la zona Oeste del río Shannon y encomendaron sus últimas esperanzas a defenderá las fuertes murallas de las ciudades de Limerick y Galway. Ambas se habían construido con extensas y modernas defensas y no podían ser tomadas por asalto directo como Drogheda o Wexford.
Ireton asedió Limerick mientras Charles Coote rodeaba Galway, pero ninguno fue capaz de tomarlas, gracias a sus fortificaciones, por lo que al final decidieron bloquearlas y esperar a que el hambre y las enfermedades hiciesen que sus defensores se rindiesen. En la batalla de Knocknaclashy se intentó aliviar Limerick desde el sur, pero en 1651 la ciudad se rindió y Galway lo hizo al año siguiente. De todos modos, las enfermedades mataron indiscriminadamente a la gente, incluyendo a Ireton junto a miles de tropas Parlamentarias que murieron por la plaga de fiebres tifoidea en las afueras de Limerick.

## La guerra de guerrillas, el hambre y la peste

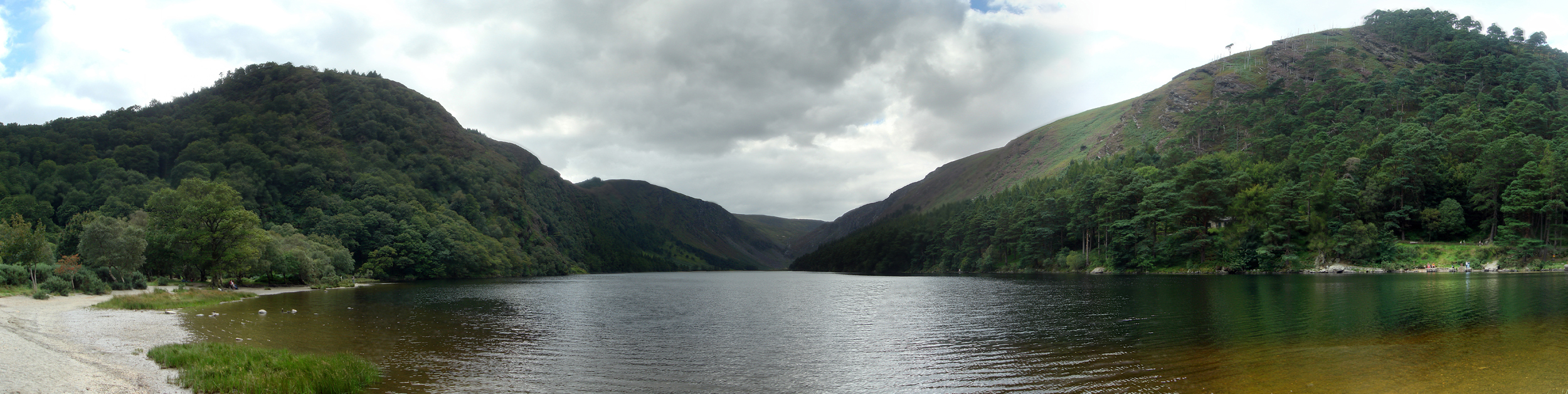
Montes de Wicklow en Irlanda.

En 1651 la bien fortificada Galway era la única fortaleza que aún no había caído en manos Parlamentarias, pero la ciudad se rindió en 1652. La caída de Galway vivió el fin de la resistencia organizada a Cromwell, pero la lucha fue prolongada por pequeñas unidades de tropas irlandesas que lanzaban ataques de guerrilla a los Parlamentarios.
La fase de la guerrilla se extendió desde finales de 1650 hasta finales de 1651. A pesar de la derrota de las fuerzas Realistas, se estimaba que todavía quedaban 30.000 hombres en armas contra los Parlamentarios. 
Los tories (en irlandés Tóraidhe, hombres perseguidos) operaban desde terrenos difíciles como el Pantano de Allen, los Montes Wicklow y las tierras centrales del Norte de Drumlin y durante meses, convirtieron el campo, los montes y los caminos en lugares extremadamente peligrosos para los Parlamentarios, menos cuando eran grandes partidas de tropas. Posteriormente, Henry Ireton, lanzó una expedición punitiva a los montes de Wicklow para eliminar a los tories, pero sus hombres no tuvieron éxito.
A principios de 1651 se informó que si los convoyes ingleses se alejaban más de 2 millas de una base militar, no se encontrarían seguros. En respuesta a dichas acciones hostiles, los Parlamentarios destruyeron las provisiones de alimento y culparon a los civiles que sospechaban pudiesen estar colaborando con los tories. El Parlamentario John Hewson, destruyó sistemáticamente los almacenes de los condados de Wicklow y Kildare, Hardress Waller hizo lo mismo en la zona de El Burren (Clare) y el coronel Cook se encargó de destruir los de Wexford. Como resultado, la mayoría de la isla sufrió hambruna, la cual se vio agravada por un brote de peste. En 1651 a medida que la guerrilla continuaba, los Parlamentarios designaron zonas como el condado de Wicklow y la mayor parte del Sur del país (zona conocida ahora como zona libre de fuego) en donde todo el que fuese encontrado estaría. Asesinados y destruidos como a enemigos y su castillo y sus bienes deben ser requisados o estropeados como a los bienes de los enemigos. Esta táctica había tenido éxito en la guerra de los Nueve Años irlandesa. Además, comenzaron a vender prisioneros de guerra como sirvientes al Caribe (especialmente en Barbados, donde sus ascendientes son conocidos como Piernas rojas). Un total de 12 000 irlandeses fueron vendidos como esclavos bajo el régimen de la mancomunidad inglesa.
Esta fase de la guerra fue la más costosa de todas en términos de pérdidas de vidas civiles. La combinación de guerrilla, hambruna y plaga causó enorme mortalidad entre la población. En el mapa topográfico llamado Down Survey, que William Petty elaboró, estimó que el número de muertos en la guerra desde 1641, era de unas 618.000 personas o alrededor del 40 % de la población de preguerra. Sobre estos datos, estimó que alrededor de 400.000 eran católicos, 167.000 murieron en batalla o de hambre y los restantes por enfermedades causadas por la guerra. La guerrilla finalizó cuando los Parlamentarios publicaron los términos de rendición en 1652 permitiendo que las tropas irlandesas marchasen al extranjero a servir a ejércitos enemigos que no estuviesen en guerra con la mancomunidad inglesa. La mayoría se marcharon a Francia y a España. En 1652, se rindió la mayor parte de la guerrilla bajo John Fitzpatrick en Leinster, Edmund O'Dwyer en Munster y Edmund Daly en Connacht bajo los términos firmados en Kilkenny en mayo de ese mismo año. Sin embargo a finales de año, hasta 11.000 hombres, la mayoría de ellos en Úlster, se encontraban todavía en el campo. Las últimas fuerzas Realistas e irlandesas (que eran los restos del ejército confederado de Úlster, dirigidos por Philip O'Reilly) se rindieron formalmente en la ciudad de Cloughoughter en el Condado de Cavan el 27 de abril de 1653. A pesar de esto, las guerrillas de bajo nivel continuaron durante el resto de la década, acompañadas de pillaje y vandalismos. Indudablemente, algunos de los tories eran simples bandoleros, mientras que otros por el contrario, tenían motivación política. Los hombres de Cromwell hacían distinciones de estos cuando ofrecían recompensas por información o captura, llamándolos tories privados o tories públicos.

## Las condiciones de Cromwell
Cromwell impuso unas condiciones extremadamente duras a la población católica, debido a su antipatía por dicha religión y a modo de castigo a los irlandeses por la rebelión, particularmente por las masacres de colonos protestantes en Úlster. Cromwell necesitaba aumentar las arcas para pagar a su ejército y para reembolsar a los comerciantes de Londres que habían subvencionado la guerra bajo el Acta de los Aventureros en 1642.
Todo el que estuvo implicado en la rebelión de 1641 fue ejecutado. Se confiscaron las tierras de todos los que colaboraron con los Confederados y miles de ellos fueron transportados al Caribe y vendidos como sirvientes. A los propietarios de tierras que no tomaron parte en las guerras también se las confiscaron, pero como compensación, se les concedió el derecho a reclamar parcelas de tierra en Connaught. Además no se permitió que ningún católico viviese en las ciudades. Los soldados irlandeses que habían luchado en el bando Confederado y Real, abandonaron el país en gran número para unirse  a los ejércitos de Francia y España. William Petty, estimó una cantidad de 54.000 hombres. Además se prohibió la práctica del catolicismo y se ofrecieron recompensas por la captura de sacerdotes que, una vez capturados, eran ejecutados.
El Parlamento largo firmó el Acta de los aventureros en 1642, que decía que los acreedores podrían reclamar sus deudas recibiendo tierras confiscadas. Además, los soldados Parlamentarios que habían servido en la isla, tenían derecho a una asignación de tierras confiscadas allí en lugar de los salarios que el gobierno no podía pagarles por completo. Como resultado, miles de veteranos del New Model Army se asentaron en la isla. Por otra parte, los colonos protestantes de antes de la guerra aumentaron significativamente sus propiedades (Véase colonización del Úlster. Antes de la guerra los católicos eran propietarios del 60 % del territorio, mientras que en los tiempos de la Restauración inglesa, cuando se compensó a los Católicos Reales, tan solo tenían el 20 % de ellas. Durante el periodo de la Mancomunidad inglesa, los terratenientes gaélicos habían descendido hasta el 8 %. Incluso después de la restauración de 1660, se les apartó de la administración pública, aunque no del Parlamento irlandés.

## Debate histórico
La campaña Parlamentaria fue la más despiadada del periodo de guerra civil. En particular, las acciones de Cromwell en Drogheda y Wexford le valieron su reputación de crueldad.
Sin embargo, las crónicas a favor de Cromwell arguyen que sus acciones no eran excesivamente crueles para los estándares de esos días. El propio Cromwell afirmaba que su severidad tan solo se aplicó a hombres armados. Los informes sobre las masacres de civiles que llevó a cabo son objeto de controversia.
La ordenanza oficial que Cromwell extendió justo después de su llegada, declara lo siguiente:

Por la presente... a todos los oficiales, soldados y otros bajo mi mando, que no hagan nada malo o violento a los civiles o a cualquiera a menos que vaya armado o esté en tratos con el enemigo... en cuyo caso deberá responder bajo su propia responsabilidad.

El propósito de esta orden consistió en, al menos parcialmente, asegurar que la población local vendiese comida y suministros a sus tropas.
Los críticos de Cromwell arguyen que su respuesta a una petición de los obispos irlandeses al pueblo católico irlandés a resistirse a él, en la cual este declaró que no era su intención masacrar, desterrar y destruir a los habitantes católicos, pero si se resitían:

Espero estar libre de la miseria, desolación, sangre y ruina que caerá sobre ellos y me regocijaré de ejercer la máxima severidad contra ellos.

Recientemente, Tom Reilly también ha debatido en Cromwell, un Enemigo Honorable, que lo que pasó en Drogueda y en Wexford no era inusualmente severo para los estándares de los asedios del siglo XVII, en los cuales se mataban a las guarniciones de las ciudades tomadas para desalentar una futura resistencia.
El periódico History Ireland destituye esta visión: Su tesis general de que Cromwell bien podía no haber tenido moral para llevarse las vidas de Drogueda o Wexford 'Pero seguramente tenía a la ley firmemente de su parte'. no atiende a examinación. De forma similar, John Morrill comentó: Tom Really realizó el mayor intento de rehabilitación, Cromwell: Un Enemigo Honorable (Londres, 1999), pero otros buenos eruditos han rechazado esta teoría. Además, las críticas de los historiadores de Cromwell señalan que incluso en aquellos tiempos las matanzas en Drogheda y Wexford fueron consideradas atrocidades. Citan tales fuentes en Edmundo Ludlow, el comandante Parlamentario que hubo en Irlanda después de la muerte de Ireton, el que escribió que las tácticas que usó Cromwell en Drogueda impulsaron extraordinaria severidad.
Sus acciones ocurrieron en el contexto de una guerra mutuamente cruel. En el periodo 1641-1642, los irlandeses mataron entre 4000 y 12 000 colonos protestantes antes de huir. Estos acontecimientos se magnificaron por la propaganda inglesa como  intento de exterminar a los colonos protestantes de Irlanda. A su vez, esto causó que las fuerzas Parlamentarias inglesas y los Covenanters se vengasen de la población católica. En 1655 un tratado parlamentario debatía que, La nación entera, consistiendo en burguesía, clero y comunes están comprometidos como nación en esta disputa, para desterrar y extirpar a todos los protestantes ingleses de entre ellos. Un historiador ha llegado tan lejos como para decir que, las masacres de 1641 tenían que ser la justificación de la campaña genocida y el asentamiento. El parlamento inglés aprobó una ordenanza contra los irlandeses en 1642, sancionando el matar a rebeldes capturados.
Así como se desarrolló, la guerra vio atrocidades en todos los bandos. El 9 de enero de 1642, los soldados Covenanters bajo el mando del general Monroe, enviados por el Parlamento escocés, masacraron hasta 3000 católicos en la isla Magee. Cuando Murrough O'Brien y el comandante parlamentario en Cork tomaron Cashel en 1647, exterminaron a la guarnición y al clero católico (incluyendo a Teobaldo Stapleton), ganándose el mote de Murrough de las quemadas (en 1648 Inquichin cambió de alianza y se convirtió en comandante de las Fuerzas Reales.) Luego de tales enfrentamientos como la  batalla de la Colina de Dungan y la Batalla de Scarrifholis, las Fuerzas Parlamentarias ejecutaron a los Prisioneros Irlandeses. De forma similar, cuando el general Confederado Tomás Preston tomó Maynooth en 1647, colgó a sus defensores católicos como apostantes. En Inglaterra las guerras terminaron con atrocidades tales como las del asedio de Colchester en 1648.

## Resultados a largo plazo
La conquista de Cromwell completó la colonización británica de Irlanda. Destruyó las clases terratenientes irlandesas y las sustituyó con colonizadores con identidad británica. La amargura que causó el asentamiento fue una poderosa fuente del nacionalismo irlandés desde el siglo XVII en adelante. En 1660, luego de la Restauración de Stuart, Carlos II restituyó alrededor de un tercio de las tierras confiscadas a los antiguos terratenientes, pero no todas, porque necesitaba apoyo político de los antiguos Parlamentarios. Una generación después, durante la revolución Gloriosa, muchos de las clases terratenientes irlandesas intentaron recuperar la tierra restante en la Guerra Guillermita de Irlanda, engrosando las filas Jacobitas. Fueron derrotados una vez más, y muchos perdieron tierras que les habían sido reconcedidas después de 1660. Como resultado, los irlandeses e ingleses católicos no llegaron a ser plenos ciudadanos políticos del estado británico hasta 1829 y legalmente se les prohibió la compra de tierras hasta el Decreto sobre los Papistas de 1778.